# Orde van Karel III

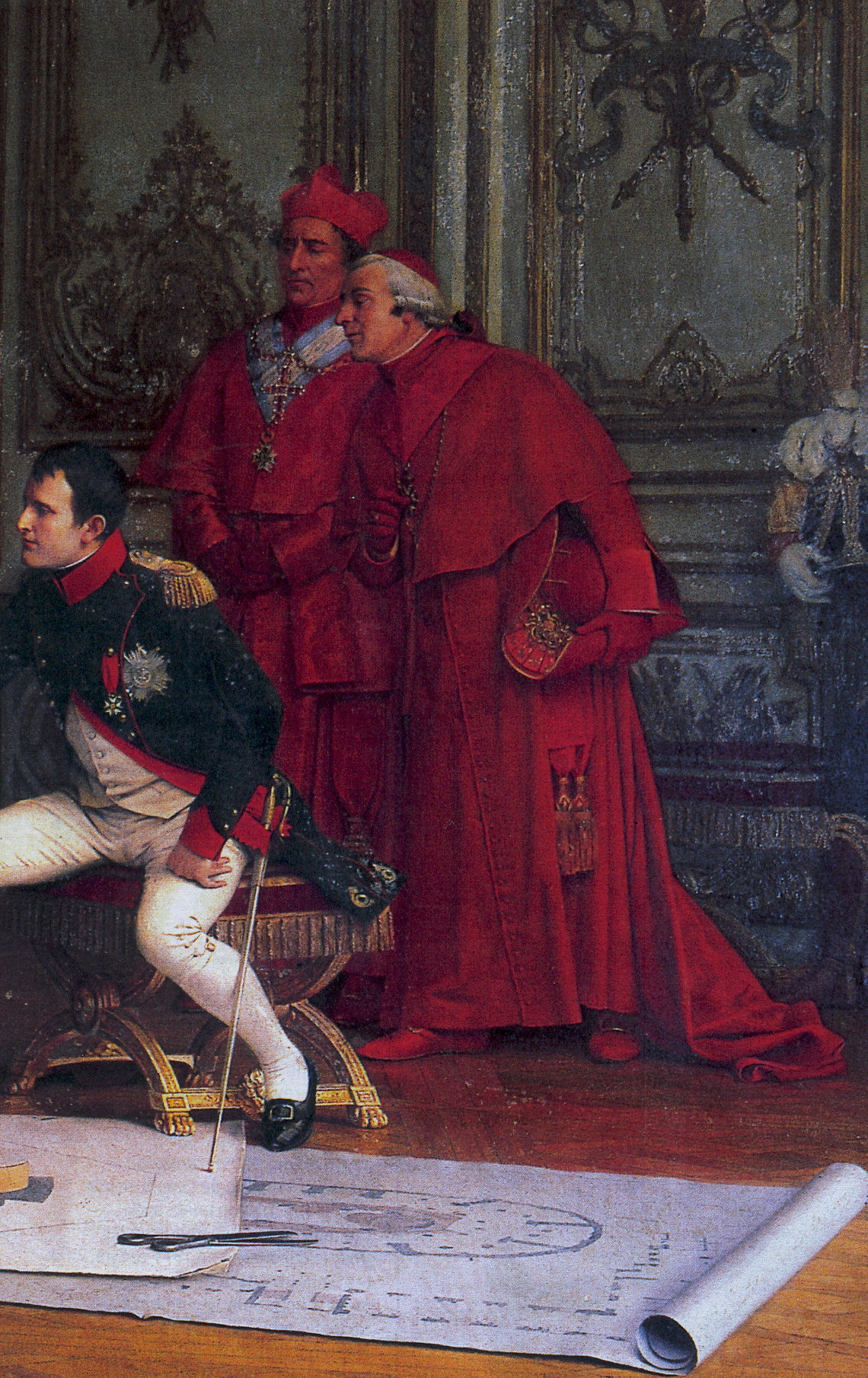
Een kardinaal met een "en sautoir" gedragen kruis van de Orde van Karel III

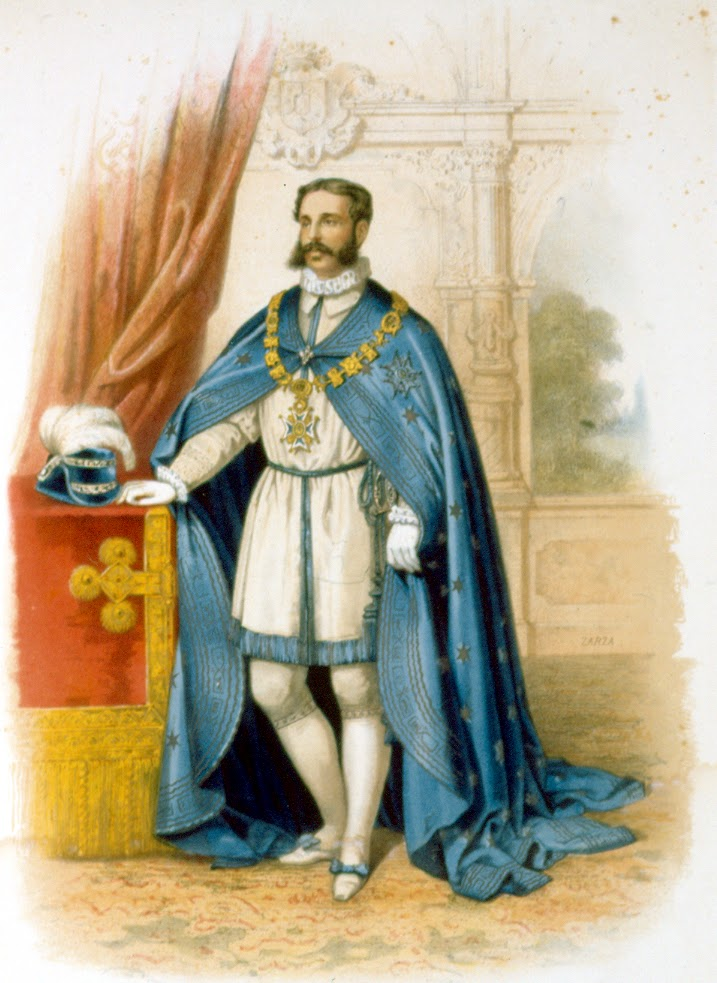
Jose Osorio in de mantel en ordekleding van de Orde van Karel III

De "Zeer Hoge Orde van Karel III" (Spaans: "Muy Distinguida Orden de Carlos III") is de hoogste ridderorde van het Koninkrijk Spanje. De onderscheiding wordt vooral aan de hoogste autoriteiten zoals ministers verleend. In het buitenland wordt het grootkruis in deze orde toegekend aan bevriende staatshoofden.
Een aantal Belgische en Nederlandse koningen en koninginnen en ook Prins Bernhard der Nederlanden zijn of waren Grootkruis in deze orde.
De orde wordt geregeld door de Spaanse koning gedragen.

## Geschiedenis van de Orde
De Orde werd op 19 september 1771 door de, voor Spaanse begrippen vooruitstrevende, koning Karel de Derde gesticht , De Koning belastte in 1775 de oude Orden , waaronder de rijke maar nutteloze Orde van Calatrava met een miljoen real om 200 ridders van de nieuwe Orde van Karel III van een pensioen te voorzien.
Vergeleken met de oude militaire orden en de Orde van het Gulden Vlies was de Orde modern te noemen; er waren drie graden en de Orde beloonde verdienste. Aanleiding voor de oprichting was de geboorte van een Prins van Asturië en de Orde werd aan de " Heilige Maagd en het mysterie van de onbevlekte ontvangenis" gewijd.

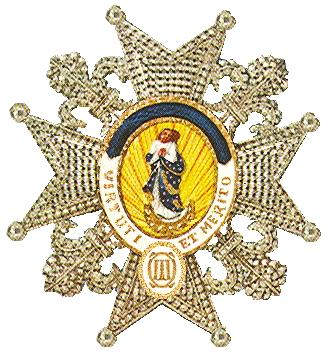
De ster van de Grootkruisen in de Hoge Orde van Karel III. Particuliere Verzameling, Groningen

De Koning had behoefte aan een Orde van Verdienste naast het van zijn Habsburgse voorgangers overgenomen Gulden Vlies. De Orde draagt vier lelies die verwijzen naar de Franse afstamming van de Spaanse Koningen uit het Huis Bourbon. Bij de oprichting waren 60 grootkruisen  en 200 ridders voorzien. De ridders ontvingen ieder een jaarlijks pensioen van 4000 reaalen.
Op 21 februari werden de ridders, in een Pauselijke bul van Clemens XIV bijzondere kerkelijke voorrechten verleend.

Het lint van de Orde was blauw en wit en zij werd in het knoopsgat gedragen. De meer reactionaire Karel de Vierde voegde in 1804 de eis dat de ridders acht kwartieren dienden te kunnen bewijzen aan de statuten toe.

In 1809 installeerde Keizer Napoleon I zijn oudere broer Joseph Bonaparte op de Spaanse toon. Deze schafte een aantal van de Spaanse Orden, waaronder de Orde van Karel III, af en verving ze door zijn "Orde van Spanje".

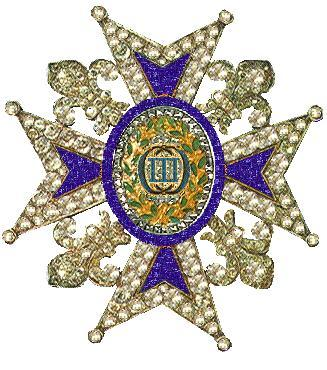
De 200 genummerde commandeurs in de Orde van Karel III dragen deze schitterende ster.

Al in 1814 keerde Karel IV op zijn troon terug en deze koning maakte niet alleen de ordenhervorming van zijn voorganger ongedaan, hij creëerde op 25 april 1815 een nieuwe graad in de Orde; de " Caballero de numero". Deze rang was niet bestemd voor de vele surnumeraire ridders die waren benoemd. Door het instellen van de nieuwe commandeursrang werd er duidelijk onderscheid gemaakt tussen de 200 in de statuten voorziene leden van de orde en de benoemingen die boven dit aantal werden gedaan.

De huidige Orde met vijf klassen gaat terug op het jaar 1837. In dat jaar werden ook niet adellijke personen tot de Orde toegelaten.
Spanje is afwisselend een Monarchie en een republiek geweest. De Orde werd daarom meermalen ingesteld of hersteld en weer afgeschaft. In de jaren 30 werd de Orde door de Spaanse Republiek bij wet afgeschaft en vervangen door de Orde van de Spaanse Republiek. In 1942 herstelde de fascistische regering van Franco de Orde weer.
De Spaanse Koning is de Grootmeester van de Orde en de huidige statuten dateren van de 10e mei 1942. De Orde werd in de laatste jaren wederom hervormd en sinds 1980 kunnen ook dames in de Orde van Karel III worden benoemd.

## De graden en versierselen van de Orde van Karel III
De Orde kent vijf graden:

Keten van de Orde.

- Grootkruis met Keten in de Orde van Karel III

Deze gouden keten wordt alleen aan staatshoofden verleend. De keten bestaat uit 14 geschakelde torens, 6 trofeeën en 14 leeuwen. Het kleinood van de Orde wordt aan deze keten gehangen. Verder dragen de bezitters van deze Grote Keten de versierselen van een Grootkruis in de Orde.
- Grootkruis

De tien Grootkruisen dragen een kruis van de Orde aan een grootlint over de rechterschouder en het kruis van de Orde. De grootkruisen werden, bij wijze van bijzondere gunst, ook wel met briljanten en soms ook met saffieren ingelegd. 
- Genummerde commandeurs ("Caballeros de numero")

Deze 200 commandeurs dragen een fraai van facetten voorzien kruis als ster van de Orde op hun linkerborst.
- Commandeur

De Commandeurs dragen een kruis van de Orde aan een lint om de hals
- Ridder

De Ridders dragen en klein kruis van de Orde aan een lint op de borst.
Het kruis van de orde is een maltezer kruis met blauwe armen en witte randen en een medaillon waarop de Heilige Maagd op een halve maan is afgebeeld.  Als verhoging dient een  gouden lauwerkrans.
Katholieke Geestelijken dragen hun kruis in deze orde op een afwijkende manier boven hun soutanes. Zij hangen het kruis aan een breed, driehoekig lint.
De afbeelding van de madonna is op een schilderij van Murillo geïnspireerd.